# Bogbus
En bogbus er et mobilt bibliotek. Typisk lavet i en ombygget bus, deraf navnet. Bogbusserne kører efter et geografisk princip og et socialt princip fx til område langt fra biblioteker og til plejehjem, på den måde øges bibliotekets service for små midler.

## Aalborg Bibliotekernes Bogbusser
Bogbusserne er Aalborg Bibliotekernes rullende lokalbiblioteker med i alt 62 stop fordelt på 29 lokaliteter i Aalborg Kommune. 
Aalborg Bibliotekerne har tre bogbusser, som kommer på skift til holdepladserne.

## Hjørring Bibliotekernes Bogbus
Hjørring Bibliotekerne havde en bogbus, som, indtil 2014 betjente 16 holdepladser i Hjørring Kommune. 

## Varde Biblioteks Bogbus
Bogbussen ved Varde Bibliotek er fra 1986. Den har kørt i Blaabjerg, Blåvandshuk og Varde kommuner. Efter Kommunalreformen i 2007 kører bogbussen også i de tidligere Helle og Ølgod kommuner og har 27 udlånssteder fordelt over hele Varde Kommune.
Bogbussen blev i 2001 udsmykket af den dansk/finske kunstner Seppo Mattinen. Projektet fik støtte fra Statens Kunstfond.